# 데스스토커
데스스토커(deathstalker, 학명: Leiurus quinquestriatus 레이우루스 쿠인쿠에스트리아투스[*])는 전갈과에 속하는 전갈이다. 노란색에 몸길이 30~77mm(평균 58mm)이다.

## 이름
'죽음의 추적자'라는 이름은 강한 독성에서 유래하였으며, 학명의 뜻은 '다섯 줄무늬(quinquestriatus)의 매끈한 꼬리(Leiurus)'이다. 보통 좁은 의미에서 데스스토커는 이 종을 가르키며, 레이우루스속(Leiurus) 전갈을 전부 데스스토커라고 가르킨다. 데스스토커 이외에 팔레스타인노란전갈(Palestine yellow scorpion), 옴두르만전갈(Omdurman scorpion), 네게브사막전갈(Naqab desert scorpion)로도 불린다.

## 서식지
주로 사하라 이북의 아프리카와 중동에 서식하며, 중앙아시아와 인도, 파키스탄 등지에도 서식한다.

## 아종
- Leiurus quinquestriatus hebraeus
- Leiurus quinquestriatus quinquestriatus

## 독성
반수 치사량이 매우 낮은 혼합 신경독을 보유하고 있기에 위험한 종으로 손꼽힌다. 데스스토커의 독액 속에는 클로로톡신, 카리브도톡신, 스킬라톡신, 아기톡신 등이 포함되어 있다.